# Kris Bryant
Kristopher Lee Bryant (Las Vegas, 4 gennaio 1992) è un giocatore di baseball statunitense di ruolo terza base per i Colorado Rockies della Major League Baseball (MLB).

## Carriera

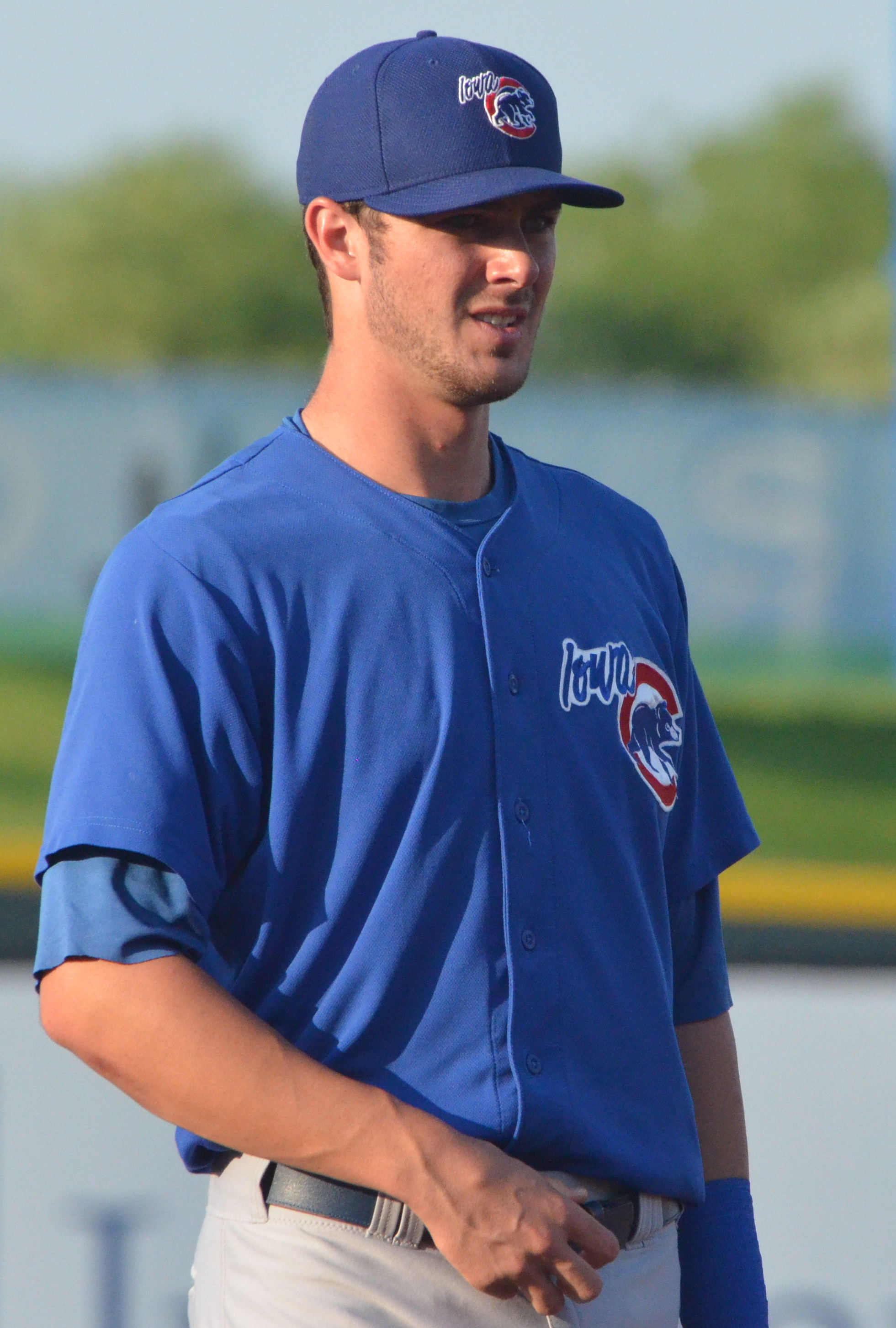
Bryant con gli Iowa Cubs nel luglio 2014

### Stagione 2015
Bryant venne originariamente selezionato nel diciottesimo turno del draft MLB 2010 dai Toronto Blue Jays ma rifiutò e si iscrisse alla University of San Diego in California. Entrò nel baseball professionistico quando venne selezionato nel primo turno come seconda scelta assoluta del draft 2013 dai Chicago Cubs. 
Debuttò nella MLB il 17 aprile 2015, al Wrigley Field di Chicago contro i San Diego Padres. La sua prima partita la disputò contro i San Diego Padres. Il giorno successivo batté la sua prima valida. Malgrado non avere battuto nessun fuoricampo nel mese di aprile, Bryant mantenne una media battuta di .318. Il primo home run lo batté il 9 maggio 2015 contro i Milwaukee Brewers. Il suo mese di maggio si concluse battendo con .265, 7 fuoricampo, 22 punti battuti a casa (RBI) e 16 basi ball, venendo premiato come rookie del mese della National League.
Il primo grande slam di Bryant avvenne il 17 giugno nel nono inning della vittoria 17–0 sui Cleveland Indians.
 Nella gara del 4 luglio contro i Miami Marlins batté un home run da due punti e il secondo grand slam, diventando il secondo rookie della storia dei Cubs a fare registrare 2 grandi slam dopo Billy Williams nel 1961.
Bryant fu selezionato al posto dell'infortunato Giancarlo Stanton per l'All-Star Game.
Il 6 settembre, Bryant batté un fuoricampo da 151 metri, il più lungo della stagione della MLB. Con quell'home run, pareggiò il record di franchigia per un rookie di Williams (1961) e Geovany Soto (2008) per RBI in una stagione con 86. Cinque giorni dopo prese il possesso solitario di tale primato. Il 22 settembre, Bryant superò Williams per il maggior numero di fuoricampo per un debuttante dei Cubs, con 26. In 151 partite disputate nella sua prima stagione, Bryant batté con .275 con 26 home run, 31 doppi e 99 RBI, quest'ultimo il massimo per un rookie dai 130 di Albert Pujols nel 2001. A novembre, fu premiato come rookie dell'anno della National League.

### Stagione 2016
Il 27 giugno 2016, contro Cincinnati, Bryant divenne il primo giocatore della storia moderna della MLB a battere tre home run e due doppi nella stessa partita, in una gara terminata con 5 di 5 in battuta.
Dopo avere guidato la National League con 25 home run nella prima metà della stagione, fu convocato per il secondo All-Star Game, il primo come terza base titolare. Dalla pausa per l'All-Star Game e l'inizio di settembre, Bryant batté con una media di .346, iniziando a venire considerato uno dei favoriti per il titolo di MVP. Il 18 agosto divenne il secondo giocatore nella storia delle major league a fare registrare cinque valide e cinque RBI in due partite della stessa stagione, dopo l'MVP dei Cubs del 1945 Phil Cavarretta. Nel mese di agosto, coi Cubs che ebbero un bilancio parziale di 22−6, Bryant batté con .383, 1.220 OPS, 10 home run, 22 RBI e 29 punti segnati. Per quelle prestazioni fu premiato come miglior giocatore della lega del mese. A fine stagione, guidò la lega con 121 punti segnati e 7.7 di WAR, si classificò terzo con 39 home run e quarto con 334 basi totali. La sua media battuta fu di .292 e batté 102 punti a casa.

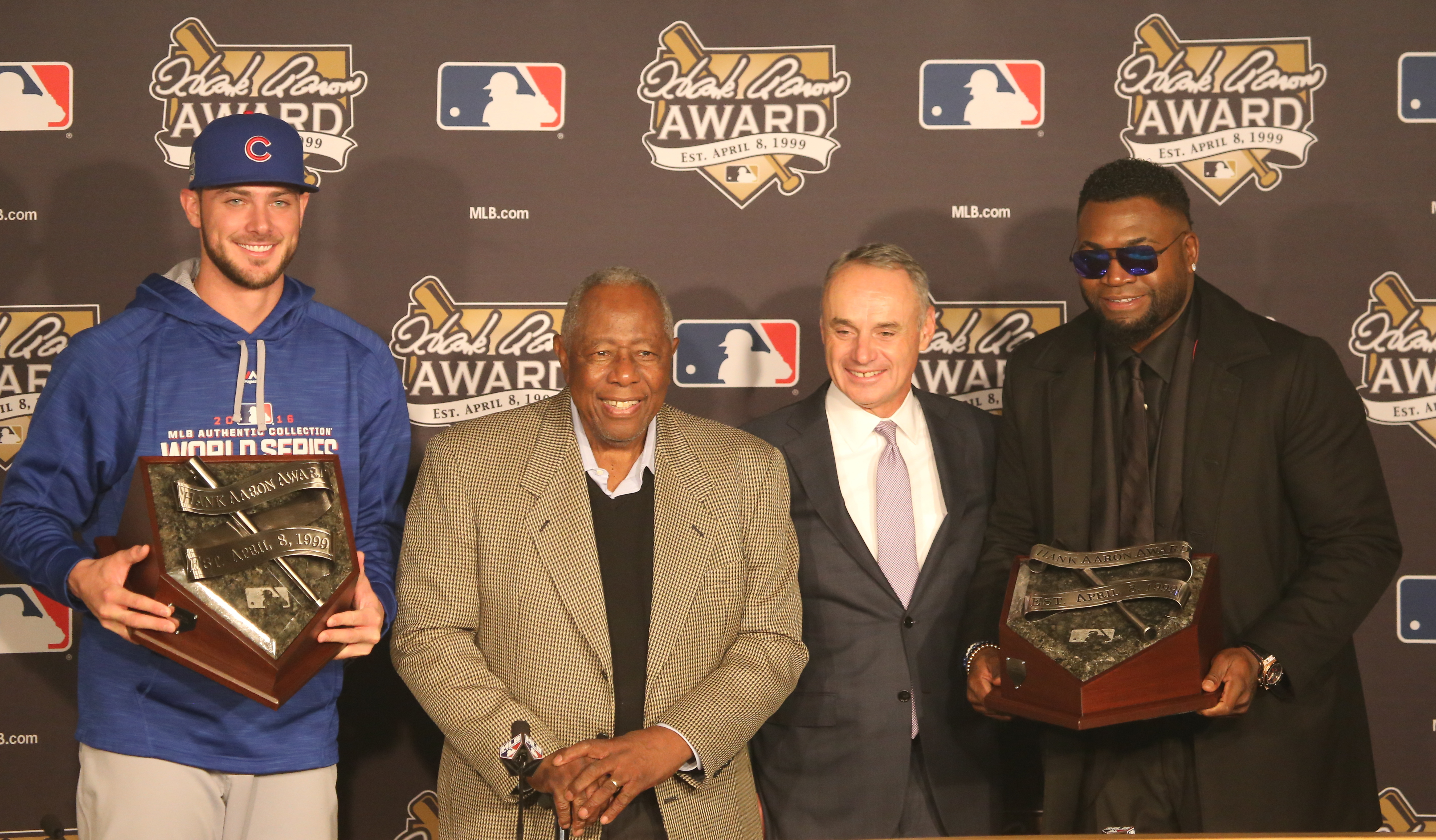
Kris Bryant (sinistra) e David Ortiz (destra) in posa con Hank Aaron (centro sinistra) e Rob Manfred (centro destra) dopo avere ricevuto l'Hank Aaron Award 2016

Bryant fece registrare una valida in ognuna delle quattro partite contro i San Francisco Giants nelle National League Division Series 2016. I Cubs raggiunsero le World Series 2016 dove rimontarono uno svantaggio di 3 partite a una contro i Cleveland Indians vincendo il loro primo titolo dopo 108 anni di digiuno. Durante i playoff 2016, Bryant batté con .308, con 3 fuoricampo e 8 RBI.
Bryant concluse la stagione vincendo il titolo di MVP della National League alla sua seconda stagione da professionista. Divenne così il sesto giocatore della storia della MLB a vincere i premi di rookie dell'anno e di MVP nelle prime due stagioni in carriera, dopo Fred Lynn (entrambi nel 1975), Cal Ripken Jr. (1982−83), Ichirō Suzuki (entrambi nel 2001), Ryan Howard (2005−06), e Dustin Pedroia (2007−08). Bryant vinse anche l'Hank Aaron Award come miglior battitore della NL.

#### Stagione 2017
Nel 2017, Bryant ebbe una media battuta di .295 con 29 fuoricampo e 73 RBI, finendo secondo dietro a Nolan Arenado dei Colorado Rockies per il posto di terza base titolare all'All-Star Game. Il 25 luglio fu espulso per la prima volta in carriera per avere discusso con un arbitro per una chiamata su un terzo strike. I Cubs vinsero nuovamente la division ma non riuscirono a bissare il titolo dell'anno precedente venendo eliminati dai Dodgers nelle Championship Series per quattro gare a una.

### San Francisco Giants e Colorado Rockies
Il 30 luglio 2021, i Cubs scambiarono Bryant con i San Francisco Giants per i giocatori di minor league Alexander Canario e Caleb Kilian. Divenne free agent a fine stagione.
Il 18 marzo 2022, Bryant firmò un contratto settennale dal valore complessivo di 182 milioni di dollari con i Colorado Rockies.

## Palmarès

### Club
- World Series: 1

Chicago Cubs: 2016

### Individuale
- MVP della National League: 1

2016
- Esordiente dell'anno della National League

2015
- MLB All-Star: 4

2015, 2016, 2019, 2021
- Hank Aaron Award: 1

2016
- Giocatore del mese: 1

NL: agosto 2016
- Esordiente del mese: 2

NL: maggio e agosto 2015
- Giocatore della settimana: 2

NL: 15 settembre 2019, 2 maggio 2021